# Modern femkamp vid olympiska sommarspelen 2016
Modern femkamp vid olympiska sommarspelen 2016 avgjordes mellan 19 och 20 augusti 2016 i Rio de Janeiro i Brasilien. Totalt två grenar fanns på programmet.

## Medaljsammanfattning
| Gren                          | Guld                      | Silver                     | Brons                                   |
| Damernas femkamp Detaljer...  | Chloe Esposito Australien | Élodie Clouvel Frankrike   | Oktawia Nowacka Polen                   |
| Herrarnas femkamp Detaljer... | Aleksander Lesun Ryssland | Pavlo Tymosjtjenko Ukraina | Ismael Marcelo Hernandez Uscanga Mexiko |

Denna tabell: visa • redigera

## Medaljtabell
| Pl.    | Nation     | Guld | Silver | Brons | Totalt |
| ------ | ---------- | ---- | ------ | ----- | ------ |
| 1      | Ryssland   | 1    | 0      | 0     | 1      |
| 1      | Australien | 1    | 0      | 0     | 1      |
| 3      | Ukraina    | 0    | 1      | 0     | 1      |
| 3      | Frankrike  | 0    | 1      | 0     | 1      |
| 5      | Mexiko     | 0    | 0      | 1     | 1      |
| 5      | Polen      | 0    | 0      | 1     | 1      |
| Totalt | Totalt     | 2    | 2      | 2     | 6      |

### Fotnoter
1. ↑  ”Modern femkamp” (på engelska). Australiens olympiska kommitté. februari 2014. http://corporate.olympics.com.au/files/dmfile/Rio2016QualificationSystem-Modernpentathlon.pdf. Läst 22 januari 2016.
2. ↑  Modern Pentathlon Women's Individual (engelska)
3. ↑  Modern Pentathlon Men's Individual (engelska)